# Цыгано-греческий язык
Цыгано-греческий язык (также называемый Hellenoromani; греч. Ελληνο-ρομανική) — почти вымерший смешанный язык, на котором говорят цыгане, живущие в Греции.
Язык появился из-за контактов между цыганами и людьми, говорящими на греческом языке. Является преимущественно языком тайного общения. Структурно является греческим языком, с сильным лексическим влиянием цыганского.
Среди разновидностей цыгано-греческого известны:
- дортика — секретный язык, используемый бродячими строителями в номе Эвритания
- кальярда — афинская разновидность.